# Samuel Bochart
Samuel Bochart (Rouen, 30 maggio 1599 – Caen, 16 maggio 1667) è stato un biblista, antiquario e umanista francese protestante, allievo di  Thomas Erpenius e insegnante di Pierre Daniel Huet. La sua opera in due volumi Geographia Sacra seu Phaleg et Canaan (Caen 1646) ebbe una profonda influenza sulla esegesi biblica del XVII secolo.

## Biografia
Bochart fu uno dei numerosi studiosi che si dedicarono allo studio del mondo antico, greco e romano, sulla base degli studi degli umanisti rinascimentali, completando i loro rivoluzionari studi di ermeneutica, impostando i testi classici più saldamente all'interno della cultura delle società greche e romane, senza comprendere che non potevano essere pienamente compresi. Così Bochart si venne a trovare all'inizio di una disciplina, la storia delle idee, che forniva un contesto moderno a tutti gli studi testuali.
Nato a Rouen fu per molti anni pastore di una chiesa protestante di Caen e si recò a studiare a Oxford, dove divenne insegnante di Wentworth Dillon, divenuto poi conte di Roscommon.
La sua opera Hierozoicon sive bipartitum opus de animalibus sacrae scripturae (2 vols., London 1663), un trattato di zoologia sugli animali della Bibbia era più che una cristianizzata Naturalis historia di Plinio il Vecchio che non un ampliamento della Historiae animalium di Conrad Gessner. Egli si rifece a naturalisti arabi come al-Damîrî e al-Qazwini, le cui opere non erano mai apparse in Europa prima di allora.  Queste opere erano state importate, nell'Europa medievale, da Isidoro di Siviglia.
Nel 1652 Cristina di Svezia lo invitò a Stoccolma dove studiò i manoscritti in arabo posseduti dalla regina. Egli fu accompagnato da Pierre Daniel Huet, divenuto poi vescovo di Avranches. Di ritorno a Caen fu accolto nell'accademia di quella città.
Bochart fu un uomo di grande erudizione; possedeva una conoscenza approfondita delle principali lingue orientali, tra cui ebraico, siriaco e arabo. In età avanza decise di voler imparare l'etiope. Esempi e citazioni di Bochart richiesero ardite sfide ai tipografi di Londra che dovettero creare i caratteri tipografici per stampare quelle opere. Egli era così assorto nel suo studio preferito, che vide origini fenicie anche in parole della lingua celtica, da cui il notevole numero di chimeriche etimologie che pullulano nelle sue opere.
La sua corrispondenza su argomenti teologici, portata avanti con Cappellus, Salmasius e Vossius, è stata inclusa nelle sue raccolte di opere postume, raggiungendo così una vasta diffusione.
Morì, per un colpo apoplettico, all'accademia di Caen nel corso di un appassionato dibattito con Huet sulla traduzione di un brano di Origene relativo alla transustanziazione.

## Opere maggiori
- un dizionario di lingua araba
- Geographia Sacra seu Phaleg et Canaan (Caen 1646)
- De consiliandis in religionis negotio protestantibus, 1662
- Hierozoïcon, (London 1663)